# Der Rollstuhl
Der Rollstuhl (Originaltitel: El cochecito) ist ein spanischer Spielfilm in Schwarzweiß aus dem Jahr 1960 des italienischen Regisseurs  Marco Ferreri. Das Werk hat eine Tragikomödie zum Inhalt, angereichert mit viel schwarzem Humor. Der Regisseur hatte auch – zusammen mit Rafael Azcona, von dem auch die literarische Vorlage stammt, – das Drehbuch verfasst. Seine Uraufführung erlebte der Film am 3. November 1960 in Spanien. In der Bundesrepublik Deutschland hatte er seine Premiere am 7. August 1967 im Zweiten Deutschen Fernsehen (ZDF).  

## Handlung
Don Anselmo ist zwar das Oberhaupt der Familie, doch zu sagen hat er im Haus nur wenig. Da ist Carlos, sein Sohn, der Rechtsanwalt, der den Vater stets knapp bei Kasse hält; da ist Carlos’ Frau, die hinter dem alten Mann hernörgelt, weil er immer die Türen offen stehen lässt. Vor dem Lärm, den seine Enkelin mit ihrem Grammophon und ihrem Fremdsprachen-Kursus macht, flieht der ruhebedürftige Alte freiwillig aus dem Zimmer – und selbst Assunta, das Dienstmädchen, hält nicht allzu viel von der Befehlsgewalt des alten Herrn. Kaum einer seiner Hausgenossen nimmt sich auch die Zeit, auf die Wünsche Don Anselmos einzugehen und ihm seine beschäftigungsleer gewordenen Stunden zu verkürzen. 
Bei seinem Freund Lucca sucht Don Anselmo Zuflucht. Lucca ist gelähmt, und seine neueste Errungenschaft ist ein motorisierter Rollstuhl, mit dem Lucca stolz im Geleit eines Taxis, in dem Don Anselmo sitzt, zum Friedhof fährt. Der Rollstuhl erweitert rasch den Bekanntenkreis Luccas. Zu seinen neuen Freunden gehören andere Rollstuhlbesitzer, darunter Julita, ein hübsches Mädchen, Opfer der Kinderlähmung, und deren verkrüppelter Bräutigam Patino. Auch Don Anselmo findet Zugang zu diesem Kreis, nur kann er nicht ganz Schritt halten mit den neugewonnenen Freunden – ihm fehlt einfach ein Rollstuhl zur schnelleren Fortbewegung. Dieser fehlende Rollstuhl wird für den alten Herrn bald zu einem Trauma: Für ihn spielt er seinen Angehörigen Komödie vor, für ihn lügt und stiehlt er und verkauft den Schmuck seiner verstorbenen Frau, der eigentlich seiner Enkelin gehört. Für den Rollstuhl wird er schließlich gar zum Mörder an seiner Familie.

## Kritik
Der Evangelische Film-Beobachter fasst seine Meinung so zusammen: „Eine leicht makabre in Spanien spielende Geschichte […]. Bissiger Spott und vortreffliche Darstellung vereinen sich zu einem Angriff auf menschliche Gleichgültigkeit und auf gesellschaftliche Klischees, die sich längst selbst überholt haben. Wegen des allzu schwarzen Humors nur für Erwachsene zu empfehlen.“

## Weblink
- Der Rollstuhl bei IMDb